# 대한민국의 검찰총장
검찰총장(檢察總長, Prosecutor General)은 검찰청을 대표하는 직위로, 임기는 2년이다. 2024년 11월 기준 현직 검찰총장은 심우정으로, 2024년 9월 16일 취임하였다.

## 임명
- 검찰총장은 검찰총장후보추천위원회의 후보자를 추천받아 법무부장관의 제청으로 대통령이 임명한다.
- 국회는 임명에 대한 인사청문회를 실시한다.
- 임기는 2년이지만 강제성은 없다.

## 역할
- 각 행정기관의 장은 소관사무를 통할하고 소속공무원을 지휘·감독한다.
- 검찰총장은 검사에 관한 사무를 관장한다.
- 검찰총장은 대검찰청의 사무를 맡아 처리하고 검찰사무를 총괄하며 검찰청의 공무원을 지휘·감독한다.

## 명칭
검찰청의 장은 특별히 총장으로 불리는데, 다음과 같은 해석이 존재한다.
- 일제강점기 당시, 조선총독부의 감독을 받던 시기에 각급 법원에 나란히 검사국이 있는 구조였고 검사총장, 검사장, 검사정, 검사의 직제여서 당시의 '대법원 검사국 검사총장'이란 직책명이 유지되었다는 설
- 검사 개개인이 사실을 밝혀내고 법을 해석해 적용하고 유무죄를 판단하고 구형량을 결정하는데 있어 검사 개인의 양심과 진정성·독립성이 중요하고 비중이 크다는 점과 검찰청은 이 독립된 검사들의 총합이라는 점을 감안하여 특별히 총장이라 부른다는 설

## 역대 총장

### 미군정청 검사국 검사총장
| 정부   | 대수 | 이름                      | 임기                            | 비고 |
| ------ | ---- | ------------------------- | ------------------------------- | --- |
| 미군정 | 초대 | 프랭크 피셔(Frank Fisher) | 1945년 9월 8일~1945년 9월 12일  | 미 육군 대위 & 법무장교, 검사총장 |
| 미군정 | 2대  | 김찬영(金瓚泳)            | 1945년 9월 12일~1946년 1월 19일 | 검사총장 10월 11일 일본인 판사와 검사 105명 전원 해임 고등법원의 법원장 전원, 2명의 부장판사, 8명의 배석판사, 검사장 3명, 지방법원의 판사, 검사 일괄해임 |
| 미군정 | 3대  | 이종성(李宗聖)            | 1946년 1월 20일~1946년 5월 17일 | |
| 미군정 | 4대  | 이인(李仁)                | 1946년 5월 18일~1946년 8월 10일 | |

### 미군정청 대검찰청 검찰총장
| 정부   | 대수     | 이름           | 임기                            | 비고                                            |
| ------ | -------- | -------------- | ------------------------------- | ----------------------------------------------- |
| 미군정 | 초대     | 이인(李仁)     | 1946년 8월 10일~1948년 8월 14일 |                                                 |
| 미군정 | 직무대리 | 엄상섭(嚴祥燮) | 1948년 8월 14일~1948년 8월 24일 | 미군정청 대검찰청 차장검사 겸 검찰총장 직무대리 |

### 검찰총장
| 정부        | 대수           | 이름                              | 임기                                                       | 비고                                                                                    |
| ----------- | -------------- | --------------------------------- | ---------------------------------------------------------- | --------------------------------------------------------------------------------------- |
| 제1공화국   |                |                                   |                                                            |                                                                                         |
| 임시서리    | 엄상섭(嚴祥燮) | 1948년 8월 24일~1948년 10월 31일  | 대검찰청 차장검사 겸 검찰총장 임시서리                     |                                                                                         |
| 초대        | 권승렬(權承烈) | 1948년 10월 31일~1949년 6월 5일   |                                                            |                                                                                         |
| 2대         | 김익진(金翼鎭) | 1949년 6월 6일~1950년 6월 21일    | 1950년 6월 22일 이후 서울고등검찰청 2대 검사장 직으로 강등 |                                                                                         |
| 3대         | 서상환(徐相懽) | 1950년 6월 22일~1952년 3월 5일    |                                                            |                                                                                         |
| 직무대리    | 박승준(朴承俊) | 1952년 3월 5일~1952년 3월 14일    | 대검찰청 차장검사 겸 검찰총장 직무대리                     |                                                                                         |
| 4대         | 한격만(韓格晩) | 1952년 3월 14일~1955년 9월 29일   |                                                            |                                                                                         |
| 5대         | 민복기(閔復基) | 1955년 9월 30일~1956년 7월 5일    |                                                            |                                                                                         |
| 6대         | 정순석(鄭順錫) | 1956년 7월 6일~1958년 3월 10일    |                                                            |                                                                                         |
| 7대         | 박승준(朴承俊) | 1958년 3월 11일~1960년 5월 4일    |                                                            |                                                                                         |
| 8대         | 이태희(李太熙) | 1960년 5월 5일~1961년 5월 27일    |                                                            |                                                                                         |
| 8대         | 이태희(李太熙) | 1960년 5월 5일~1961년 5월 27일    | 제2공화국                                                  |                                                                                         |
| 9대         | 장영순(張榮淳) | 1961년 5월 28일~1963년 1월 31일   |                                                            |                                                                                         |
| 10대        | 정창운(鄭暢雲) | 1963년 2월 1일~1963년 12월 6일    |                                                            |                                                                                         |
| 제3공화국   |                |                                   |                                                            |                                                                                         |
| 11대        | 신직수(申稙秀) | 1963년 12월 7일~1971년 6월 3일    |                                                            |                                                                                         |
| 직무대리    | 이봉성(李鳳成) | 1971년 6월 3일~1971년 6월 5일     | 대검찰청 차장검사 겸 검찰총장 직무대리                     |                                                                                         |
| 12대        | 이봉성(李鳳成) | 1971년 6월 5일~1973년 12월 2일    | 대검찰청 차장검사 직에 있다가 검찰총장 승진                |                                                                                         |
| 12대        | 이봉성(李鳳成) | 1971년 6월 5일~1973년 12월 2일    | 대검찰청 차장검사 직에 있다가 검찰총장 승진                | 제4공화국                                                                               |
| 13대        | 김치열(金致烈) | 1973년 12월 3일~1975년 12월 18일  |                                                            |                                                                                         |
| 14대        | 이선중(李善中) | 1975년 12월 19일~1976년 12월 4일  |                                                            |                                                                                         |
| 직무대리    | 이영환(李永煥) | 1976년 12월 4일~1976년 12월 7일   | 대검찰청 차장검사 겸 검찰총장 직무대리                     |                                                                                         |
| 15대        | 오탁근(吳鐸根) | 1976년 12월 7일~1980년 5월 21일   |                                                            |                                                                                         |
| 직무대리    | 김일두(金一斗) | 1980년 5월 21일~1980년 5월 28일   | 대검찰청 차장검사 겸 검찰총장 직무대리                     |                                                                                         |
| 16대        | 김종경(金鍾卿) | 1980년 5월 28일~1981년 3월 9일    |                                                            |                                                                                         |
| 제5공화국   | 17대           | 허형구(許亨九)                    | 1981년 3월 10일~1981년 12월 15일                           |                                                                                         |
| 제5공화국   | 18대           | 정치근(鄭致根)                    | 1981년 12월 16일~1982년 5월 24일                           |                                                                                         |
| 제5공화국   | 19대           | 김석휘(金錫輝)                    | 1982년 5월 24일~1985년 2월 18일                            |                                                                                         |
| 제5공화국   | 직무대리       | 이명희(李明熙)                    | 1985년 2월 18일~1985년 2월 21일                            |                                                                                         |
| 제5공화국   | 20대           | 서동권(徐東權)                    | 1985년 2월 21일~1987년 5월 26일                            |                                                                                         |
| 제5공화국   | 21대           | 이종남(李種南)                    | 1987년 5월 27일~1988년 12월 5일                            |                                                                                         |
| 노태우 정부 | 21대           | 이종남(李種南)                    | 1987년 5월 27일~1988년 12월 5일                            |                                                                                         |
| 22대        | 김기춘(金淇春) | 1988년 12월 6일~1990년 12월 5일   | 최초의 임기제 검찰총장                                     |                                                                                         |
| 23대        | 정구영(鄭銶永) | 1990년 12월 6일~1992년 12월 5일   |                                                            |                                                                                         |
| 24대        | 김두희(金斗喜) | 1992년 12월 6일~1993년 3월 7일    |                                                            |                                                                                         |
| 문민정부    | 25대           | 박종철(朴鍾喆)                    | 1993년 3월 8일~1993년 9월 13일                             |                                                                                         |
| 문민정부    | 직무대리       | 김도언(金道彦)                    | 1993년 9월 13일~1993년 9월 16일                            | 직무대리 거쳐 26대 검찰총장 지냄                                                        |
| 문민정부    | 26대           | 김도언(金道彦)                    | 1993년 9월 16일~1995년 9월 15일                            | 직무대리 거쳐 26대 검찰총장 지냄                                                        |
| 문민정부    | 27대           | 김기수(金起秀)                    | 1995년 9월 16일~1997년 8월 6일                             |                                                                                         |
| 문민정부    | 28대           | 김태정(金泰政)                    | 1997년 8월 7일~1999년 5월 24일                             |                                                                                         |
| 국민의 정부 | 28대           | 김태정(金泰政)                    | 1997년 8월 7일~1999년 5월 24일                             |                                                                                         |
| 직무대리    | 이원성(李源性) | 1999년 5월 24일~1999년 5월 26일   | 대검찰청 차장검사 겸 검찰총장 직무대리                     |                                                                                         |
| 29대        | 박순용(朴舜用) | 1999년 5월 26일~2001년 5월 25일   |                                                            |                                                                                         |
| 30대        | 신승남(愼承男) | 2001년 5월 26일~2002년 1월 15일   |                                                            |                                                                                         |
| 직무대리    | 김각영(金珏泳) | 2002년 1월 15일~2002년 1월 17일   | 대검찰청 차장검사 겸 검찰총장 직무대리                     |                                                                                         |
| 31대        | 이명재(李明載) | 2002년 1월 17일~2002년 11월 5일   |                                                            |                                                                                         |
| 직무대리    | 김학재(金鶴在) | 2002년 11월 5일~2002년 11월 11일  | 대검찰청 차장검사 겸 검찰총장 직무대리                     |                                                                                         |
| 32대        | 김각영(金珏泳) | 2002년 11월 11일~2003년 3월 10일  |                                                            |                                                                                         |
| 참여정부    |                |                                   |                                                            |                                                                                         |
| 직무대리    | 김학재(金鶴在) | 2003년 3월 10일~2003년 3월 11일   | 대검찰청 차장검사 겸 검찰총장 직무대리                     |                                                                                         |
| 직무대리    | 김종빈(金鍾彬) | 2003년 3월 11일~2003년 4월 3일    | 대검찰청 차장검사 겸 검찰총장 직무대리                     |                                                                                         |
| 33대        | 송광수(宋光洙) | 2003년 4월 3일~2005년 4월 2일     |                                                            |                                                                                         |
| 직무대리    | 문성우(文晟祐) | 2005년 4월 2일~2005년 4월 4일     | 대검찰청 기획조정부장·검찰차장 직무대리·검찰총장 직무대리  |                                                                                         |
| 34대        | 김종빈(金鍾彬) | 2005년 4월 4일~2005년 10월 17일   |                                                            |                                                                                         |
| 직무대리    | 정상명(鄭相明) | 2005년 10월 17일~2005년 11월 23일 | 직무대리 거쳐 35대 검찰총장 지냄                           |                                                                                         |
| 35대        | 정상명(鄭相明) | 2005년 11월 24일~2007년 11월 23일 | 직무대리 거쳐 35대 검찰총장 지냄                           |                                                                                         |
| 36대        | 임채진(林采珍) | 2007년 11월 24일~2009년 6월 5일   |                                                            |                                                                                         |
| 36대        | 임채진(林采珍) | 2007년 11월 24일~2009년 6월 5일   | 이명박 정부                                                |                                                                                         |
| 직무대리    | 문성우(文晟祐) | 2009년 6월 5일~2009년 7월 14일    | 대검찰청 차장검사 겸 검찰총장 직무대리                     |                                                                                         |
| 직무대리    | 한명관(韓明官) | 2009년 7월 14일~2009년 7월 19일   | 대검찰청 차장검사 겸 검찰총장 직무대리                     |                                                                                         |
| 직무대리    | 차동민(車東旻) | 2009년 7월 19일~2009년 7월 28일   | 대검찰청 차장검사 겸 검찰총장 직무대리                     |                                                                                         |
| 37대        | 김준규(金畯圭) | 2009년 7월 28일~2011년 7월 4일    |                                                            |                                                                                         |
| 직무대리    | 박용석(朴用錫) | 2011년 7월 5일~2011년 8월 12일    | 대검찰청 차장검사 겸 검찰총장 직무대리                     |                                                                                         |
| 38대        | 한상대(韓相大) | 2011년 8월 12일~2012년 11월 30일  |                                                            |                                                                                         |
| 직무대리    | 채동욱(蔡東旭) | 2012년 11월 30일~2012년 12월 4일  | 대검찰청 차장검사 겸 검찰총장 직무대리                     |                                                                                         |
| 직무대리    | 김진태(金鎭太) | 2012년 12월 4일~2013년 4월 3일    | 대검찰청 차장검사 겸 검찰총장 직무대리                     |                                                                                         |
| 박근혜 정부 | 39대           | 채동욱(蔡東旭)                    | 2013년 4월 4일~2013년 9월 30일                             |                                                                                         |
| 박근혜 정부 | 직무대리       | 길태기(吉兌基)                    | 2013년 9월 30일~2013년 12월 2일                            | 대검찰청 차장검사 겸 검찰총장 직무대리                                                  |
| 박근혜 정부 | 40대           | 김진태(金鎭太)                    | 2013년 12월 2일~2015년 12월 1일                            |                                                                                         |
| 박근혜 정부 | 41대           | 김수남(金秀南)                    | 2015년 12월 2일~2017년 5월 12일                            |                                                                                         |
| 문재인 정부 | 직무대리       | 김주현(金周賢)                    | 2017년 5월 12일~2017년 5월 20일                            | 대검찰청 차장검사 겸 검찰총장 직무대리                                                  |
| 문재인 정부 | 직무대리       | 봉욱(奉旭)                        | 2017년 5월 21일~2017년 7월 25일                            | 대검찰청 차장검사 겸 검찰총장 직무대리                                                  |
| 문재인 정부 | 42대           | 문무일(文武一)                    | 2017년 7월 25일~2019년 7월 24일                            |                                                                                         |
| 문재인 정부 | 43대           | 윤석열(尹錫悅)                    | 2019년 7월 25일~2020년 11월 24일                           | 현직 검찰총장에 대한 사상 첫 징계(정직 2개월) 처분, 최초 검찰총장 출신 대통령           |
| 문재인 정부 | 직무대리       | 조남관(趙南寬)                    | 2020년 11월 24일~2020년 12월 1일                           | 윤석열 검찰총장 징계에 따른 직무대리                                                    |
| 문재인 정부 | 43대           | 윤석열(尹錫悅)                    | 2020년 12월 1일~2020년 12월 16일                           | 현직 검찰총장에 대한 직무정지 명령 집행정지 신청을 인용, 최초 검찰총장 출신 대통령      |
| 문재인 정부 | 직무대리       | 조남관(趙南寬)                    | 2020년 12월 16일~2020년 12월 24일                          | 윤석열 검찰총장 징계에 따른 직무대리                                                    |
| 문재인 정부 | 43대           | 윤석열(尹錫悅)                    | 2020년 12월 24일~2021년 3월 4일                            | 징계 집행정지 가처분 신청을 법원이 인용함에 따라 직무에 복귀, 최초 검찰총장 출신 대통령 |
| 문재인 정부 | 직무대리       | 조남관(趙南寬)                    | 2021년 3월 4일~2021년 5월 31일                             | 윤석열 검찰총장 사퇴에 따른 직무대리                                                    |
| 문재인 정부 | 44대           | 김오수(金浯洙)                    | 2021년 6월 1일~2022년 5월 6일                              | 검찰 수사권 분리 입법에 대한 항의 차원에서 사퇴                                         |
| 문재인 정부 | 직무대리       | 박성진(朴成鎭)                    | 2022년 5월 6일~2022년 5월 22일                             | 대검찰청 차장검사 겸 검찰총장 직무대리                                                  |
| 윤석열 정부 | 직무대리       | 이원석(李沅石)                    | 2022년 5월 22일~2022년 9월 16일                            | 대검찰청 차장검사 겸 검찰총장 직무대리                                                  |
| 윤석열 정부 | 45대           | 이원석(李沅石)                    | 2022년 9월 16일~2024년 9월 15일                            |                                                                                         |
| 윤석열 정부 | 46대           | 심우정(沈雨廷)                    | 2024년 9월 16일~2025년 7월 4일                             |                                                                                         |
| 이재명 정부 | 직무대리       | 노만석(盧萬錫)                    | 2025년 7월 4일~                                            | 대검찰청 차장검사 겸 검찰총장 직무대리                                                  |

## 같이 보기
- 검찰청
- 대검찰청
- 대검찰청 차장검사
- 검사 동일체의 원칙